# Blandford (condado de Hampden)
Blandford es un lugar designado por el censo ubicado en el condado de Hampden en el estado estadounidense de Massachusetts. En el Censo de 2010 tenía una población de 393 habitantes y una densidad poblacional de 131,72 personas por km².

## Geografía
Blandford se encuentra ubicado en las coordenadas 42°10′30″N 72°55′26″O / 42.17500, -72.92389. Según la Oficina del Censo de los Estados Unidos, Blandford tiene una superficie total de 2.98 km², de la cual 2.98 km² corresponden a tierra firme y (0.17%) 0.01 km² es agua.

## Demografía
Según el censo de 2010, había 393 personas residiendo en Blandford. La densidad de población era de 131,72 hab./km². De los 393 habitantes, Blandford estaba compuesto por el 97.96% blancos, el 0% eran afroamericanos, el 0.51% eran amerindios, el 0.51% eran asiáticos, el 0% eran isleños del Pacífico, el 0.51% eran de otras razas y el 0.51% pertenecían a dos o más razas. Del total de la población el 1.27% eran hispanos o latinos de cualquier raza.